# Wigandia urens
Wigandia urens är en strävbladig växtart som beskrevs av Carl Sigismund Kunth. Wigandia urens ingår i släktet Wigandia och familjen strävbladiga växter. Utöver nominatformen finns också underarten W. u. africana.

## Bildgalleri

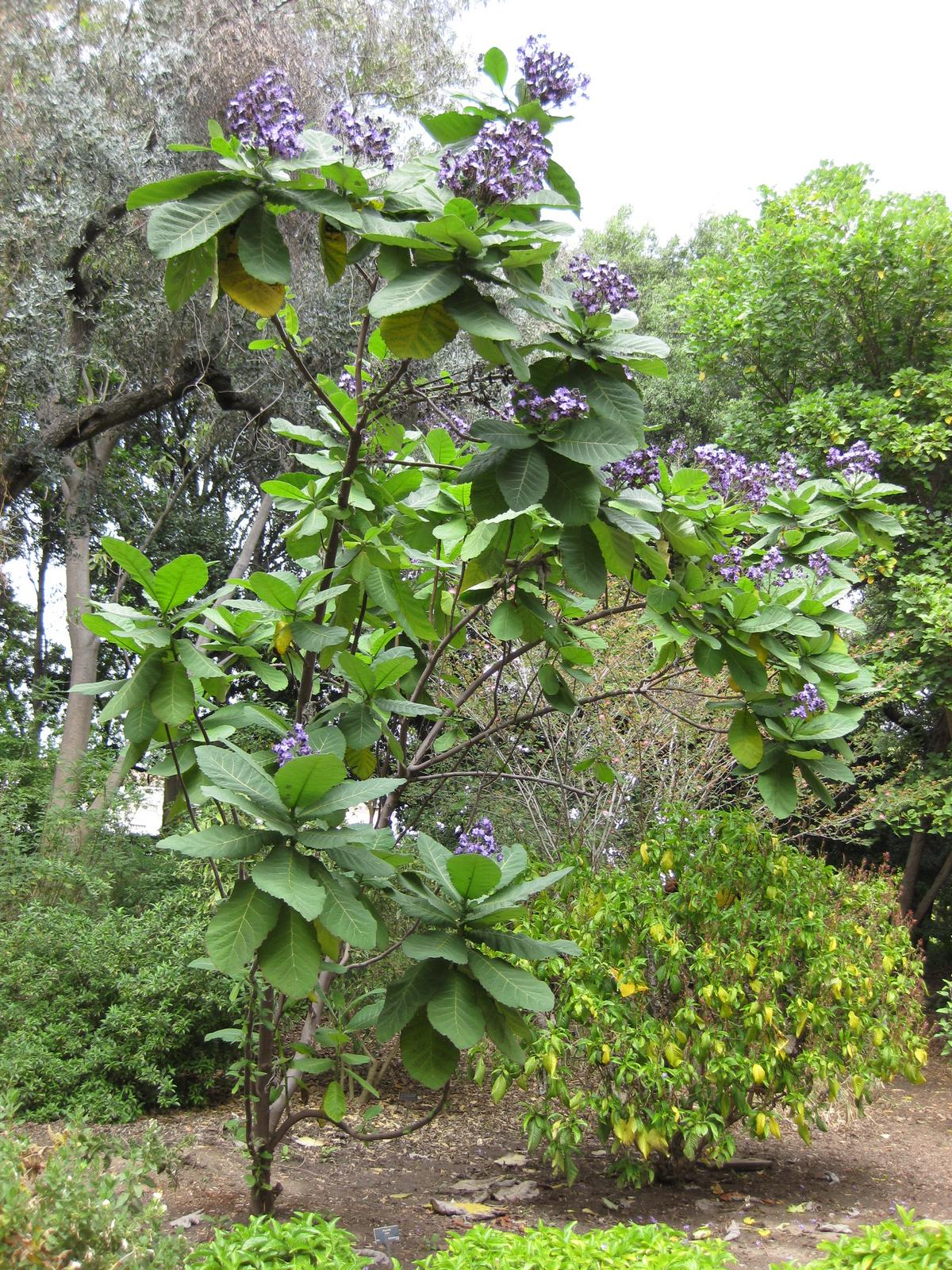
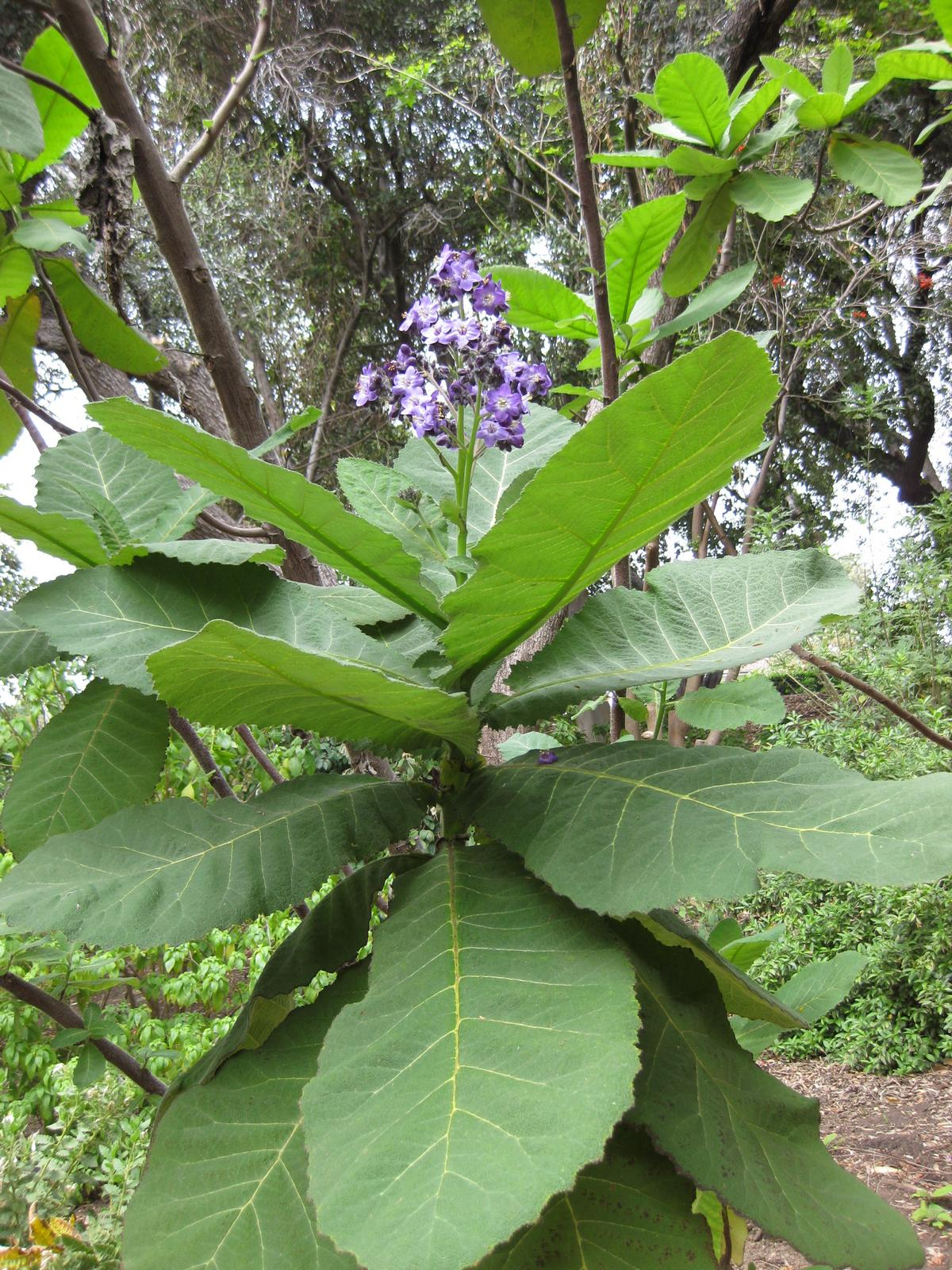
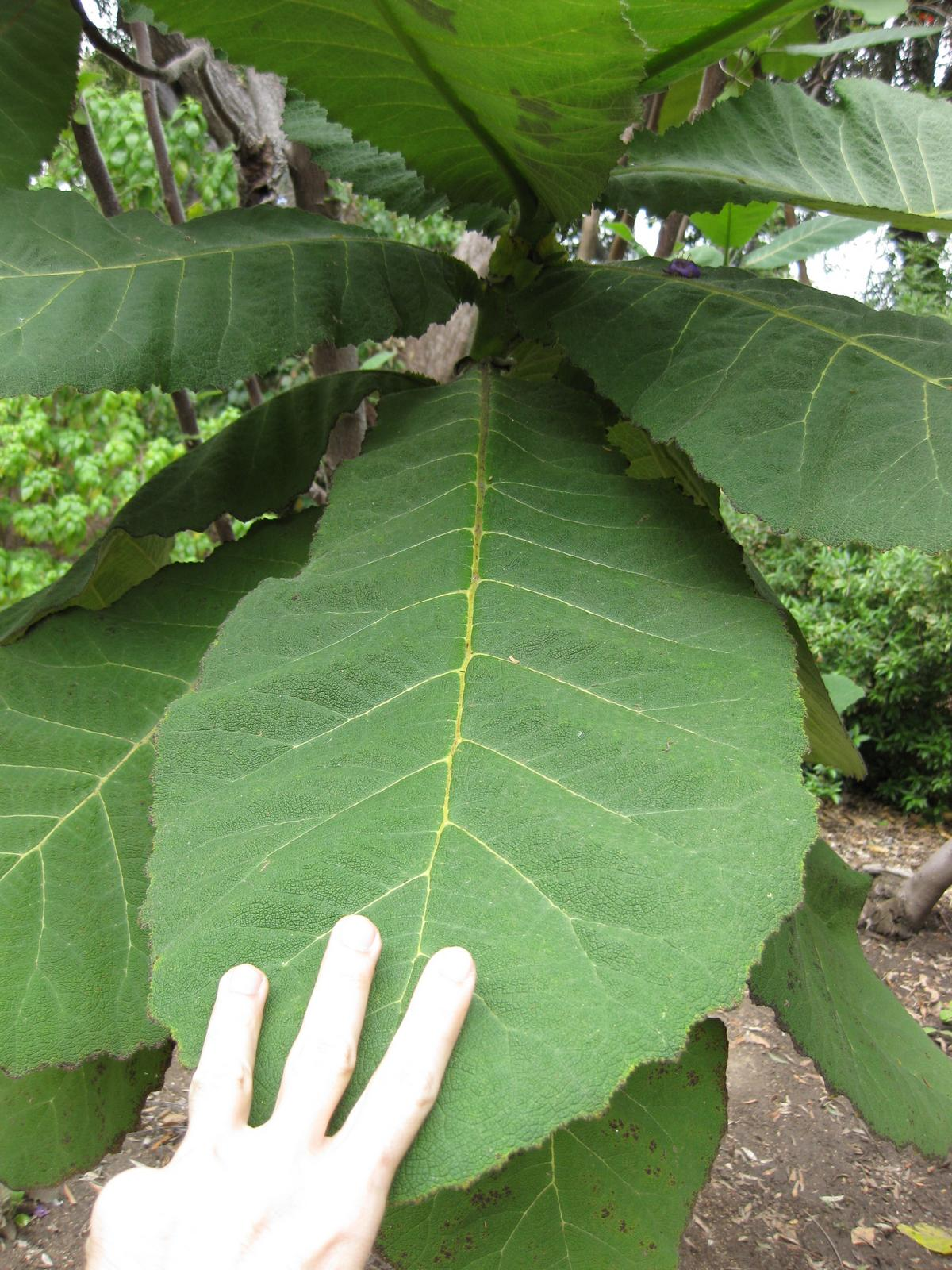
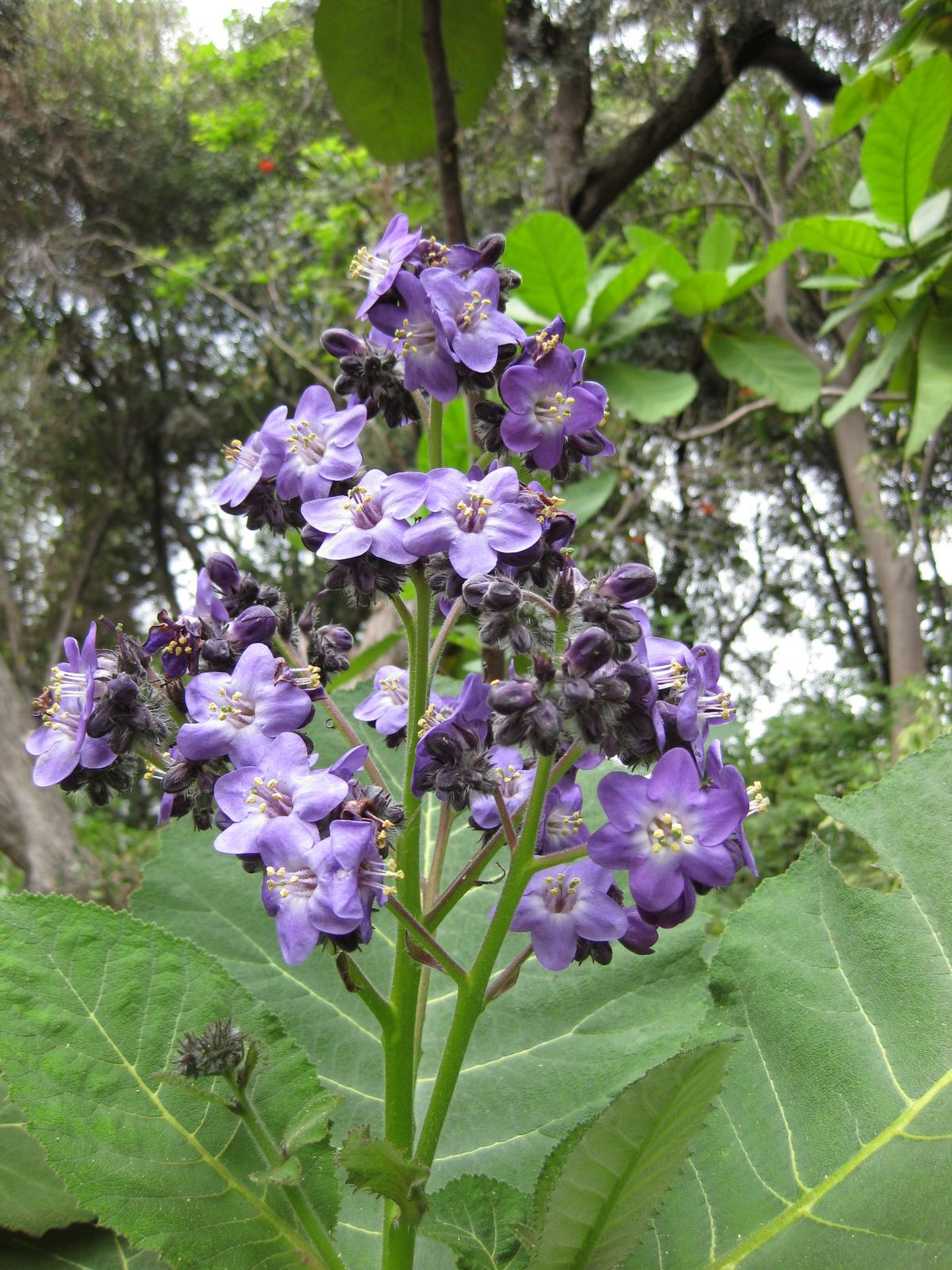
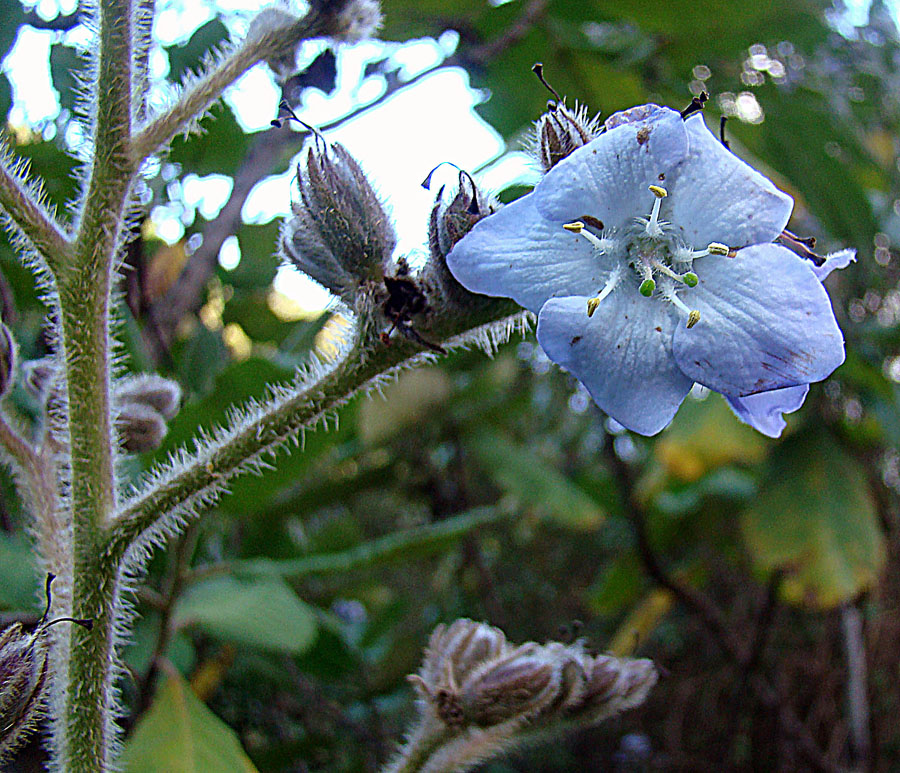